# Noguera de Albarracín
Noguera de Albarracín è un comune spagnolo di 142 abitanti situato nella comunità autonoma dell'Aragona.

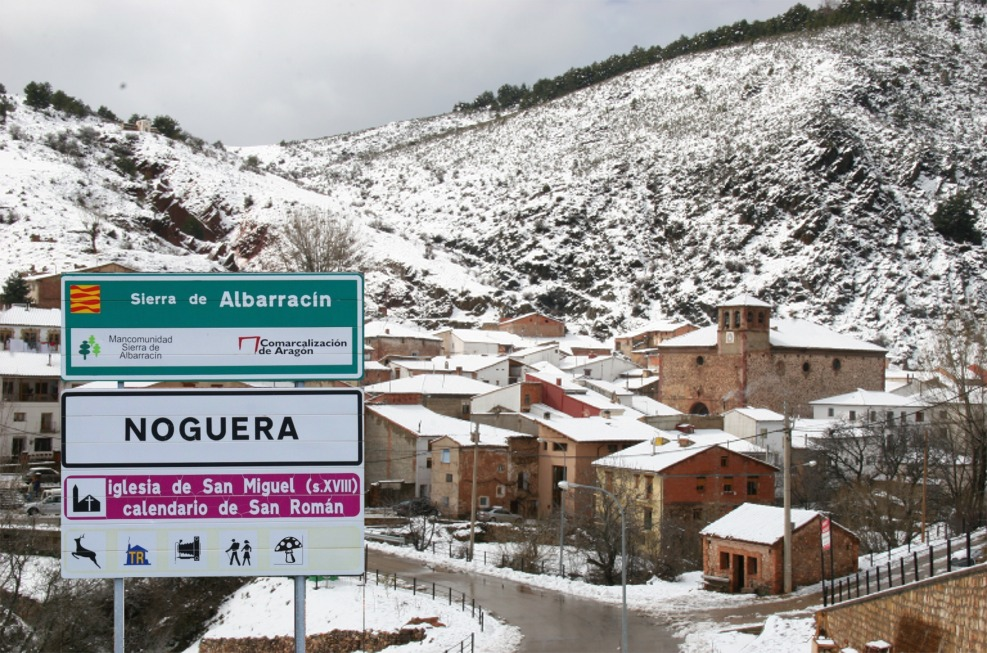
Panorama invernale